# 茨谷山
茨谷山（いばらだにやま）は、愛知県名古屋市緑区の地名。丁番を持たない単独町名である。住居表示未実施地域。

## 地理
名古屋市緑区南部の南大高地区に位置し、西は大府市共和町、南は別所山、北東は南大高に接する。

## 歴史

### 町名の由来
大高町の小字名「茨谷山」による。字名は、文字通り茨の谷がある山を表す。

### 沿革
- 1995年（平成7年）6月22日 - 名古屋市大高南特定土地区画整理組合の設立が認可される[8]。
- 2015年（平成27年）9月12日 - 緑区大高町字茨谷山・助治根山・南休山・野廻間・別所山の各一部により、同区茨谷山として成立[1]。

## 学区
市立小・中学校に通う場合、学校等は以下の通りとなる。また、公立高等学校全日制普通科に通う場合の学区は以下の通りとなる。
| 番・番地等 | 小学校                 | 中学校               | 高等学校 |
| ---------- | ---------------------- | -------------------- | -------- |
| 全域       | 名古屋市立大高南小学校 | 名古屋市立大高中学校 | 尾張学区 |

## 交通
- 国道23号（名四国道）
- 国道302号（名古屋環状2号線）
- 名古屋高速道路3号大高線 名古屋南ジャンクション

## 施設
- 丸忠グループ大高工場
- 愛知県警察高速道路交通警察隊 名古屋第二分駐所

## その他

### 日本郵便
- 郵便番号 : 459-8012[4]（集配局：緑郵便局[11]）。